# عروسک خیمه‌شب‌بازی (فیلم)
عروسک خیمه‌شب‌بازی (به هندی: Cuttputlli) و (به انگلیسی: Puppet) فیلمی هندی محصول سال ۲۰۲۲ و به کارگردانی رانجیت ام.تیواری است. در این فیلم بازیگرانی همچون آکشی کومار، راکول پریت سینگ، چاندراچور سینگ، سارگون محتا، گورپریت گوگی و هیریشتا بهات ایفای نقش کرده‌اند.